# NGC 3593
NGC 3593 är en linsformad galax i stjärnbilden Lejonet. Dess morfologiska klassifikation är SA(s)0/a. Den är en starburstgalax, vilket betyder att den bildar nya stjärnor i väldigt snabb takt. Detta sker i ett gasband omkring centret. Den har en enda spiralarm, som riktar sig utåt från denna ring.
Galaxen innehåller två stjärnpopulationer som roterar åt motsatta håll. Ett sätt för detta att uppstå är gas från en yttre källa som sedan bildar stjärnor. Ett annat alternativ är att galaxen smultit samman med en annan galax. Ingendera möjlighet har kunnat uteslutas.

### Fotnoter
1. 1 2  Skrutskie, M. F.; Cutri, R. M.; Stiening, R.; Weinberg, M. D.; Schneider, S.; Carpenter, J. M.; Beichman, C.; Capps, R.;  et al. (February 2006), ”The Two Micron All Sky Survey (2MASS)”, Astrophysical Journal 131 (2):  1163-1183, doi:10.1086/498708, Bibcode: 2006AJ....131.1163S.
2. 1 2  Crook, Aidan C.; Huchra, John P.; Martimbeau, Nathalie; Masters, Karen L.; Jarrett, Tom; Macri, Lucas M. (February 2007), ”Groups of Galaxies in the Two Micron All Sky Redshift Survey”, The Astrophysical Journal 655:  790–813, doi:10.1086/510201, Bibcode: 2007ApJ...655..790C.
3. 1 2 3 4 5 6  ”NASA/IPAC Extragalactic Database”. Results for NGC 3593. http://nedwww.ipac.caltech.edu/. Läst 15 april 2007.
4. ↑  Coccato, L.; Morelli, L.; Pizzella, A.; Corsini, E. M.; Buson, L. M.; Dalla Bontà, E. (January 2013), ”Spectroscopic evidence of distinct stellar populations in the counter-rotating stellar disks of NGC 3593 and NGC 4550”, Astronomy & Astrophysics 549:  A3, doi:10.1051/0004-6361/201220460, Bibcode: 2013A&A...549A...3C.